# Mason Cook

Mason Cook, 2017

Mason Cook (* 25. Juli 2000 in Oklahoma City, Oklahoma als Mason Cook Elston) ist ein US-amerikanischer Schauspieler.

## Leben
Mason Cook wurde im Juli 2000 in Oklahoma City im US-Bundesstaat Oklahoma geboren. Seinen ersten Fernsehauftritt hatte er 2008 in der Serie Immer wieder Jim in der Folge The Chaperone. Ein Jahr später absolvierte er einen Gastauftritt in der Serie Grey’s Anatomy. 2010 hatte er viele Auftritte unter anderem in der Serie Zeke und Luther, wo er in zwei Episoden als Marty zu sehen war. 2011 hatte er eine Rolle in der Serie Criminal Minds als Bobby Smith und in der Serie Desperate Housewives als Jasper Zeller. 2013 spielte er bei dem Film Der unglaubliche Burt Wonderstone den jungen Burt Wonderstone. Von 2016 bis 2019 spielte er eine der Hauptrollen in der Comedyserie Speechless.

## Filmografie (Auswahl)
- 2008: Immer wieder Jim (According to Jim, Episode 7x14)
- 2009: Grey’s Anatomy (Episode 6x09)
- 2010: Raising Hope (Zwei Episoden)
- 2010: Zeke und Luther (Zwei Episoden)
- 2010–2012: The Middle (Drei Episoden)
- 2011: Victorious (Episode 1x15)
- 2011: Hot in Cleveland (Episode 2x17)
- 2011: Spy Kids – Alle Zeit der Welt (Spy Kids: All the Time in the World in 4D)
- 2011: Criminal Minds (Episode 7x05)
- 2011: Desperate Housewives (Episode 8x06)
- 2012: Treasure Buddies – Schatzschnüffler in Ägypten (Treasure Buddies)
- 2012: Eine Elfe zu Weihnachten (Help for the Holidays)
- 2013: Der unglaubliche Burt Wonderstone (The Incredible Burt Wonderstone)
- 2013: Lone Ranger (The Lone Ranger)
- 2014: Legends (Fernsehserie, 7 Episoden)
- 2014: New Girl (Fernsehserie, Episode 3x22)
- 2014–2016: Die Goldbergs (The Goldbergs; Fernsehserie, 4 Folgen)
- 2015: Grimm (Fernsehserie, 1 Folge)
- 2016–2019: Speechless (Fernsehserie, 63 Episoden)
- 2021: Plan B